# シュムエル・アシュケナジ
シュムエル・アシュケナジ（Shmuel Ashkenasi、1941年1月11日 - ）はイスラエルのヴァイオリン奏者、音楽教師。
テルアビブ生まれ。幼少期よりヴァイオリンを学び、アメリカ合衆国に留学してカーティス音楽院でエフレム・ジンバリストに師事。
1959年、ベルギーのエリザベート王妃国際音楽コンクールで第7位、1962年、ソ連のチャイコフスキー国際コンクールで第2位に入賞。
ソリストとしては、ストコフスキーやカール・ベーム、ルドルフ・ケンペ、エーリヒ・ラインスドルフ、ラファエル・クーベリック、スクロヴァチェフスキ、カレル・アンチェルらといった指揮者や、欧米の主要なオーケストラと共演した。また室内楽の演奏家としては、イリノイ州ノーザン・イリノイ総合大学の同僚らとともにフェルメール四重奏団を創設し、第1ヴァイオリニストを担当した（現在は降板）。現在は同大学の教授を務める。
ソロのレコーディングとしては、ドイツ・グラモフォンからエッサー指揮ウィーン交響楽団との共演で、パガニーニのヴァイオリン協奏曲集が出ていた。